# Giovanni XIII di Alessandria
Papa Giovanni XIII (in arabo egiziano يوانس التلاتاشر; Misr, ... – Egitto, 1524) è stato un vescovo cristiano orientale egiziano, 94º Papa della Chiesa ortodossa copta.